# محوطه کوه گل ۲
محوطه کوه گل ۲ مربوط به سده‌های میانه و متاخر دوران‌های تاریخی پس از اسلام است و در شهرستان دنا، بخش مرکزی، ۱۰ کیلومتری شرق شهر سی سخت، منطقه کوه گل واقع شده و این اثر در تاریخ ۲۷ بهمن ۱۳۸۷ با شمارهٔ ثبت ۲۴۶۷۶ به‌عنوان یکی از آثار ملی ایران به ثبت رسیده است.